# Asbel Kipruto Kiprop
Asbel Kipruto Kiprop (* 30. června 1989, Uasin Gishu) je keňský atlet, běžec, který se věnuje středním tratím.
Na Mistrovství světa v atletice 2007 v Ósace i na světovém šampionátu v Berlíně 2009 doběhl v závodě na 1500 metrů shodně na čtvrtém místě. V roce 2011 však vybojoval na MS v atletice v jihokorejském Tegu časem 3:35,69 zlatou medaili. Pro svou výšku (191 cm) halovou sezonu vynechává.
Na Letních olympijských hrách 2008 v Pekingu získal stříbrnou medaili v běhu na 1500 metrů výkonem 3:33,11 min. Za původně prvním Rašídem Ramzím z Bahrajnu zaostal o 17 setin sekundy. V dubnu 2009, po dodatečné Ramzího diskvalifikaci se však posunul na první místo.
Titul mistra světa v běhu na 1500 metrů obhájil v roce 2013 v Moskvě, "zlatý hattrick" dovršil na světovém šampionátu v roce 2015. Při startu na mistrovství světa v roce 2017 se probojoval do finále běhu na 1500 metrů, medaili však nezískal. V témže roce byl pozitivně testován na blood-boosting drug erythropoietin (EPO) a dostal čtyřletý zákaz činnosti za doping.

## Osobní rekordy
- Běh na 800 metrů – 1:43,15 (22. července 2011, Monako)
- Běh na 1 500 metrů – 3:26,69- 3. čas světové historie (17. července 2015, Monako)